# 자누브시나주

자누브시나주의 위치

자누브시나주(영어: Janub Sina' Governorate, 아랍어: جنوب سيناء)는 이집트 시나이반도 남부를 차지하는 주로, 주도는 엘 토르이다.